# Lidia Staroń
Lidia Ewa Staroń z domu Kwiatkowska (ur. 7 czerwca 1960 w Morągu) – polska polityk, przedsiębiorca i działaczka społeczna, posłanka na Sejm V, VI i VII kadencji (2005–2015), senator IX i X kadencji (2015–2023).

## Życiorys
W 1994 ukończyła studia na Wydziale Budownictwa Lądowego Akademii Rolniczo-Technicznej w Olsztynie. Prowadziła własną działalność gospodarczą.
Współtworzyła Stowarzyszenie Obrony Spółdzielców, którego została prezesem. Organizowała ogólnopolskie akcje społeczne: „Cała Polska rozmawia z dziećmi”, „Przestań pić, zacznij żyć”, „Mamo, zbadaj się” i „Prawny GPS” (program nauki prawa w szkołach ponadgimnazjalnych). Była członkiem działającej przy ministrze sprawiedliwości Rady do spraw Pokrzywdzonych Przestępstwem, a także ekspertem działającego przy ministrze sprawiedliwości zespołu ds. zmian ustawy o komornikach sądowych i egzekucji przy ministrze sprawiedliwości.
W 2005 wstąpiła do Platformy Obywatelskiej, w wyborach w tym samym roku uzyskała mandat poselski z jej listy w okręgu olsztyńskim, zdobywając 12 188 głosów. W wyborach parlamentarnych w 2007 skutecznie ubiegała się o reelekcję, otrzymując 15 514 głosów. W wyborach w 2011 po raz trzeci z rzędu została wybrana na posła (z wynikiem 16 091 głosów). W sierpniu 2015 wystąpiła z PO, a w następnym miesiącu znalazła się poza jej klubem parlamentarnym. W Sejmie pracowała m.in. w Komisji Infrastruktury, Komisji Ustawodawczej, Komisji Sprawiedliwości i Praw Człowieka, a także w Komisji Nadzwyczajnej do rozpatrzenia projektów ustaw z zakresu prawa spółdzielczego. Po odejściu z PO pozostała politykiem bezpartyjnym.
W parlamencie zaangażowana w przygotowywanie rozwiązań prawnych dotyczących spółdzielni mieszkaniowych, w tym zwłaszcza przepisów dotyczących uwłaszczania spółdzielców. Pełniła m.in. funkcję wiceprzewodniczącej sejmowej Komisji Nadzwyczajnej do rozpatrzenia projektów ustaw z zakresu prawa spółdzielczego.
Była również przedstawicielką grupy posłów przed Trybunałem Konstytucyjnym, których wniosek doprowadził do stwierdzenia niezgodności z przepisami Konstytucji RP niektórych przepisów ustawy o spółdzielniach mieszkaniowych i prawa spółdzielczego. Reprezentowała posłów postulujących przegłosowane zmiany w ustawy o komornikach sądowych i egzekucji, wprowadzające utratę z mocy prawa stanowiska przez komornika w przypadku prawomocnego skazania za umyślne przestępstwo lub umyślne przestępstwo skarbowe, a także uchwalone zmiany w procedurze karnej, które przyznały osobie składającej zawiadomienie prawo zaskarżenia w pewnych przypadkach postanowień o odmowie wszczęcia lub umorzeniu postępowania przygotowawczego. Była też przedstawicielką grupy posłów, z inicjatywy których obchodzony od 2006 Narodowy Dzień Pamięci Ofiar Nazistowskich Obozów Koncentracyjnych został przekształcony w Narodowy Dzień Pamięci Ofiar Niemieckich Nazistowskich Obozów Koncentracyjnych i Obozów Zagłady.
W wyborach parlamentarnych w 2015 uzyskała mandat senatora IX kadencji w okręgu olsztyńskim, otrzymując 63 870 głosów. Startowała z własnego komitetu „Lidia Staroń – Zawsze po stronie ludzi”, pokonując kandydatów PO i PiS. Została przewodniczącą Koła Senatorów Niezależnych, które rozpadło się w połowie czerwca 2016, w związku z czym została senatorem niezrzeszonym. W izbie wyższej parlamentu dołączyła do Komisji Praw Człowieka, Praworządności i Petycji oraz do Komisji Ustawodawczej. W marcu 2018 doznała poważnego udaru mózgu (utraciła mowę), następnie była intensywnie rehabilitowana. W wyborach w 2019 z powodzeniem ubiegała się o senacką reelekcję z tożsamego komitetu, uzyskując 106 035 głosów (najwyższy wynik wśród kandydatów niezależnych). Została przewodniczącą powołanego ponownie KSN.
W maju 2021 została kandydatką na stanowisko rzecznika praw obywatelskich rekomendowaną przez Prawo i Sprawiedliwość. 15 czerwca 2021 jej kandydatura została zaakceptowana przez Sejm (za jej kandydaturą zagłosowało 231 z 455 biorących udział w głosowaniu posłów, jej kontrkandydat Marcin Wiącek otrzymał 222 głosy „za”). 18 czerwca 2021 jej kandydatura została odrzucona przez Senat („za” zagłosowało 45 z 99 biorących udział w głosowaniu senatorów).
W wyborach w 2023 nie została wybrana do Senatu kolejnej kadencji (otrzymała 66 617 głosów, tj. 31,10%).

## Wyniki w wyborach ogólnopolskich
| Wybory | Komitet wyborczy  | Komitet wyborczy                           | Organ             | Okręg | Wynik           |
| ------ | ----------------- | ------------------------------------------ | ----------------- | ----- | --------------- |
| 2005   |                   | Platforma Obywatelska                      | Sejm V kadencji   | nr 35 | 12 188 (5,91%)  |
| 2007   | Sejm VI kadencji  | Platforma Obywatelska                      | 15 514 (5,18%)    | nr 35 |                 |
| 2011   | Sejm VII kadencji | Platforma Obywatelska                      | 16 091 (6,19%)    | nr 35 |                 |
| 2015   |                   | KWW Lidia Staroń – Zawsze po stronie ludzi | Senat IX kadencji | nr 86 | 63 870 (43,79%) |
| 2019   | Senat X kadencji  | KWW Lidia Staroń – Zawsze po stronie ludzi | 106 035 (59,46%)  | nr 86 |                 |
| 2023   | Senat XI kadencji | KWW Lidia Staroń – Zawsze po stronie ludzi | 66 617 (31,10%)   | nr 86 |                 |

## Życie prywatne
Jest zamężna, ma czworo dzieci.

## Wyróżnienia
Wyróżniona tytułem „Bene Meritus 2017 Dobrze Zasłużony” nadanym przez Stowarzyszenie Europejski Klub Biznesu Polska.